# Доллис, Димитрис
Димитрис Доллис греч. Δημήτρης Δόλλης, 1956, Кастория) — греческий и австралийский политический деятель. Бывший заместитель министра иностранных дел Греции по делам греков зарубежья.

## Биография
Димитрис Доллис родился в Кастории в 1956 году. В 1971 году семья эмигрировала в Австралию. Изучал политологию и получил степень B.A. в университете Монаша и Master of Arts в Университете Мельбурна. Женат, имеет сына и дочь.

## Политическая карьера
В течение 15 лет занимался политической деятельностью в Австралии. Занимая пост муниципального советника разработал стратегию развития штата Виктория. Позже стал членом Парламента Виктории от Ричмонда (англ. Electoral district of Richmond) , теневым министром и заместителем лидера лейбористской партии штата Виктория.
После возвращения в Грецию он с 1999 по 2003 год был генеральным секретарём по делам греков зарубежья. С 2003 по 2004 год — генеральным секретарём по вопросам международных экономических отношений и развития сотрудничества министерства иностранных дел.
С 2004 по 2009 годы — политический советник лидера оппозиции и президента партии ПАСОК Георгия Папандрео. После прихода Георгия Папандрео к власти, с 2009 по 2010 год стал специальным посланником, в частности, провёл успешные переговоры по освобождению учителя греческого языка Танасиса Леруни, выкраденного талибами.
В 2010 году был назначен заместителем министра иностранных дел Греции по делам греков зарубежья.